# Симіон Стоїлов
Симіон Стоїлов (рум. Simion Stoilow; 14 вересня 1887, Бухарест — 4 квітня 1961, Бухарест) — румунський математик болгарського походження.
Педагог, професор, ректор Бухарестського університету (1944-1945), доктор наук, дипломат.
Член Румунської академії.
Творець румунської школи комплексного аналізу.

## Біографія
Освіту здобув в національному коледжі Крайови, з 1907 по 1910 навчався в Паризькому університеті. 1916 під керівництвом Еміля Пікара захистив дисертацію і отримав докторський ступінь в галузі математики.
1916 повернувся до Румунії і взяв участь в боях Першої світової війни на болгарському фронті у Добруджа, потім — у Молдові.
Після закінчення війни, 1919-1921 — як професор математики читав лекції в Ясському університеті, 1921-1939 — в Чернівецькому університеті.
З 1939 жив і працював у Бухаресті, спочатку в Політехнічному університеті Бухареста, а з 1941 — в Бухарестському університеті, де в 1944-1945 був ректором, в 1948-1951 — декан фізико-математичного факультету.
З 1949 — перший директор Інституту математики Румунської академії.
Займався також активною суспільно-політичною та державною діяльністю. У 1946-1948 — посол Румунії у Франції.
1946 був членом румунської делегації на Паризькій конференції 1947, яку очолював Ґеорґе Тетереску.
Помер від інсульту.

## Наукова діяльність
Основні роботи по топологічній теорії функцій комплексної функції.
Автор понад 100 наукових публікацій.

## Вибрані праці
- Теорія функцій комплексної змінної (1962);
- Лекції про топологічні принципи теорії аналітичних функцій (1964).